# Îles Egmont
Pour les articles homonymes, voir Egmont.
Les îles Egmont, en anglais Egmont Islands, parfois appelées récif Egmont, en anglais Egmont Reef, ou encore Six Îles, en anglais Six Iles, sont un atoll inhabité de l'archipel des Chagos.

## Géographie
Les îles Egmont sont situées dans le centre de l'océan Indien, dans le sud-ouest de l'archipel des Chagos, à 9 kilomètres au sud-ouest du banc Great Chagos, à 22 kilomètres au nord du banc Pitt et à 122 kilomètres au nord-ouest de Diego Garcia. Administrativement, après avoir fait partie du territoire britannique de l'océan Indien, un territoire britannique d'outre-mer, elles passent sous souveraineté mauricienne le 22 mai 2025,.
Les îles Egmont reposent sur un atoll corallien de forme elliptique orienté dans le sens sud-est-nord-ouest avec douze kilomètres de longueur pour six kilomètres de largeur. La superficie des terres émergées est de 4 km2 alors que la superficie totale de l'atoll, lagon inclus, est de 39 km2. Les terres émergées sont constituées de trois îles, l'une d'entre elles, l'île Carre Pate, n'étant qu'un banc de sable entre les deux plus grandes. Ces deux îles, l'île Sud-Est et l'île Lubine, résultent de la réunion de six îles plus petites et sont couvertes d'une végétation tropicale essentiellement composée de cocotiers. L'île des Rats, l'îlot aux Rats et l'île Cipaille constituent la partie septentrionale de l'île Lubine qui totalise 1,3 km2 de superficie. L'île Tattamucca constitue la partie occidentale de l'île Sud-Est qui totalise 1,5 km2 de superficie. Ces trois îles se trouvent dans l'ouest et le sud de l'atoll, là où la barrière de corail est la plus importante. Dans l'est et le nord, la barrière de corail est moins développée et deux passes se sont aménagées entre le lagon et la pleine mer : la passe Fausse au nord-est et une autre, non nommée et plus large, plus à l'ouest.
Un ancien campement se trouve dans le centre de l'île Sud-Est.

## Histoire
Probablement découverte en 1512 par Pedro de Mascarenhas en même temps que le reste de l'archipel des Chagos, les îles Egmont sont colonisées par les Français dans la deuxième moitié du XVIIe siècle. Lorsque le capitaine britannique Robert Moresby établi une cartographie de l'atoll en 1838, les îles ont été réunies artificiellement par la construction d'une chaussée et par des gains sur le récif corallien ou ont fusionné naturellement. Elles sont alors couvertes de cocoteraies.
Entre 1966 et 1973, la population de l'archipel des Chagos, dont celle des îles Egmont, est évacuée et transférée à Maurice et aux Seychelles, afin de permettre le développement des activités militaires à la base militaire britannique de Diego Garcia,. Depuis, les îles Egmont servent surtout au mouillage des plaisanciers de passage dans l'archipel.
Le 25 février 2019, dans un avis consultatif, la Cour internationale de justice estime que le Royaume-Uni a « illicitement » séparé l’archipel des Chagos de l’île Maurice après son indépendance en 1968,.
L'assemblée générale de l’ONU a adopté une résolution le 22 mai 2019, commandant à la Grande-Bretagne de restituer l'archipel des Chagos à la République mauricienne dans les six mois, ce qui permettrait aux Chagossiens de retrouver leurs terres. En mai 2019, l'Assemblée générale de l'ONU adopte à une très large majorité une résolution, non contraignante mais à forte valeur politique, donnant six mois à Londres pour procéder à cette rétrocession. Ce délai prend fin le 22 novembre 2019 sans que le Royaume-Uni se conforme à cette résolution, ni à l'avis consultatif formulé en février par la Cour internationale de justice demandant à Londres de mettre fin « dans les plus brefs délais » à son administration des Chagos.
Le 15 janvier 2020, Pravind Jugnauth premier ministre des île Maurice, était à Londres pour assister à un sommet sur les investissements de la Grande-Bretagne en Afrique. il s'est entretenu avec les chefs des gouvernements de l'Afrique du Sud, du Kenya, de Côte d'Ivoire et du Mozambique. Il a indiquait que : "Port-Louis étudiait la possibilité d’entamer des poursuites contre des responsables britanniques devant la Cour pénale internationale pour crime contre l’humanité", écrit IonNews.
Le 25 mai 2020, la nouvelle carte publiée par l'ONU fait apparaître l'archipel des Chagos comme territoire Mauricien.
Le 22 mai 2025, le Royaume-Uni rétrocède officiellement les Îles Egmont, ainsi que le reste de l'archipel des Chagos, à l'administration mauricienne.